# Crax rubra
L'hocco maggiore (Crax rubra Linnaeus, 1758) è un uccello galliforme della famiglia dei Cracidi originario della fascia di territorio compresa tra il Messico e il Perù.

## Descrizione

### Dimensioni
Il maschio misura 87-92 cm di lunghezza per 3 600-4 800 g di peso; la femmina 78-84 cm per 3 100-4 270 g.

### Aspetto
L'hocco maggiore è un uccello superbo che deve il nome alle dimensioni imponenti che si avvicinano ai 100 centimetri. Questa specie caratteristica è immediatamente riconoscibile grazie alla lunga cresta di piume arruffate che adornano il vertice. Possiede inoltre un becco giallo brillante con un'escrescenza bulbosa alla base. Questa protuberanza aumenta di volume ed è particolarmente brillante quando la stagione di nidificazione è in pieno svolgimento. Nel maschio, il piumaggio è prevalentemente nero, con una leggera lucentezza di colore blu scuro o riflessi violacei. Tuttavia, la parte bassa del ventre e le copritrici sotto-caudali sono di un bianco candido che contrasta fortemente con il resto del corpo. Le femmine presentano una colorazione che varia dal nerastro al castano-bruno. Talvolta la testa, il petto, le ali e la coda presentano strisce bianche e nere. Il ventre e la zona anale sono biancastri o color camoscio. Le femmine si distinguono dai loro partner soprattutto per l'evidente assenza della caruncola gialla sulla base del becco.

### Voce
L'hocco maggiore comunica principalmente in due modi diversi. In caso di allarme, produce dei fischi acuti e lamentosi. Il richiamo più comune è un guiip guiiit guiiiiu. Durante la stagione riproduttiva, il maschio emette un hummmmm basso e profondo in diversi toni. I vari membri di un gruppo familiare si tengono in contatto lanciando piccoli grugniti di debole intensità e udibili solamente a breve distanza.

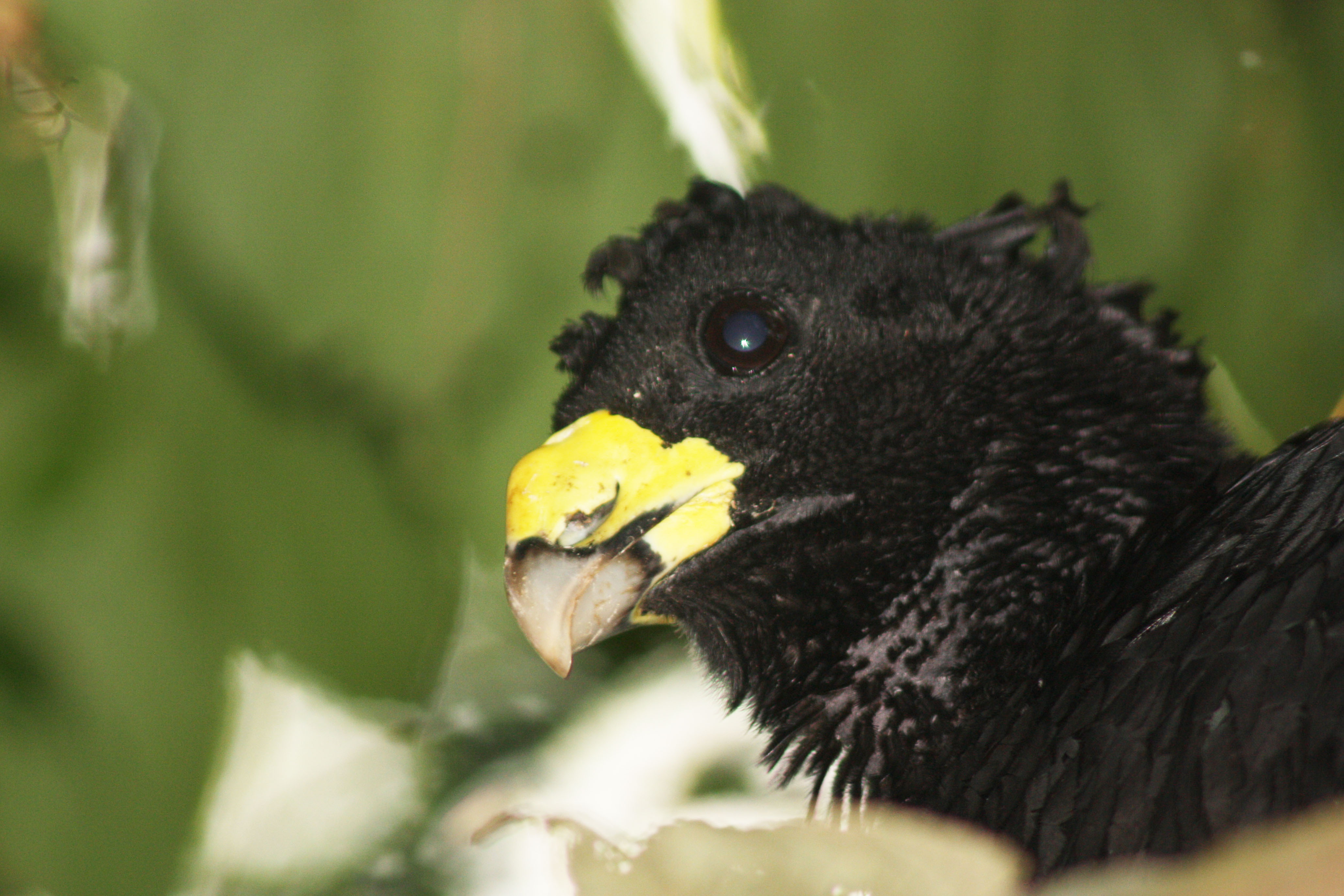
Primo piano della testa del maschio.

## Biologia
Come gli altri hocco o, in generale, gli altri membri della famiglia dei Cracidi, l'hocco maggiore trascorre la maggior parte del tempo a camminare su e giù per il terreno della foresta in cerca di cibo. È una specie monogama che generalmente vive in coppie o in piccole unità familiari, con il maschio che si mette risolutamente alla testa del gruppo ed emette piccoli fischi lamentosi non appena percepisce dei segnali di pericolo. In altre occasioni, i diversi membri del gruppo comunicano con note basse simili a grugniti. Quando viene disturbato, questo uccello timido e prudente sceglie quasi sempre di scappare. Ha una grande riluttanza a volare, ma questo non gli impedisce di trovare rifugio sugli alberi.

### Alimentazione
Come la maggior parte degli altri hocco, l'hocco maggiore ha una dieta mista: si aggira in cerca di cibo soprattutto sul terreno, dove si impossessa di frutti caduti, bacche e semi. Consuma anche grossi insetti, nonché piccoli animali che trova grattando il suolo.

### Riproduzione
L'hocco maggiore costruisce il nido alla biforcazione di un tronco o nell'incavo di un ramo a grande altezza dal suolo. Questo viene costruito principalmente con foglie e ramoscelli ed è di forma piatta. Tra il mese di marzo e il mese di maggio, la femmina vi depone solitamente due uova che si schiudono dopo circa 25-29 giorni. Dopo la schiusa, i piccoli si sviluppano molto rapidamente. Non appena il piumino che li ricopre è asciutto, saltano da soli sul terreno, talvolta da un'altezza di 30 metri. Per i primi giorni si nascondono, assieme alla madre, nel fitto della boscaglia, ma a partire dal quarto giorno iniziano a svolazzare. L'hocco maggiore talvolta si ibrida con l'hocco beccazzurro o con l'hocco nero, dando vita a prole fertile.

## Distribuzione e habitat
L'hocco maggiore frequenta principalmente foreste primarie umide con alberi sempreverdi. Si trova anche nelle formazioni a mangrovie, così come, in alcune stagioni, in zone boschive aride, a basse e medie altitudini. Tuttavia, in alcune regioni di Panama, può salire fino a 1900 metri.
L'hocco maggiore è originario dell'America centrale e dell'estremità nord-occidentale dell'America del Sud. Il suo vasto areale, attualmente molto frammentato, si estende attraverso il Messico (San Luis Potosí, Tamaulipas, Querétaro, Hidalgo, Puebla, Veracruz, Oaxaca, Tabasco, Chiapas e penisola dello Yucatán) fino all'ovest dell'Ecuador, passando per il Belize, il Guatemala, il Salvador, l'Honduras, il Nicaragua, la Costa Rica, il Panama e l'ovest della Colombia. È il più settentrionale tra tutti gli hocco. La specie viene suddivisa in due sottospecie: la sottospecie nominale occupa l'intero areale, mentre la sottospecie griscomi è confinata all'isola di Cozumel, al largo del Messico, ed è formata da non più di 300 individui.

## Tassonomia
Come affermato prima, ne vengono riconosciute due sottospecie:
- C. r. rubra Linnaeus, 1758, diffusa dalle regioni orientali del Messico (a sud del Tamaulipas meridionale), attraverso l'America centrale, fino alle regioni occidentali di Colombia ed Ecuador (dove in passato si spingeva fino al Guayas, ma oggi sembra essere presente solamente nell'Esmeraldas);
- C. r. griscomi Nelson, 1926, endemica dell'isola di Cozumel, al largo delle coste dello Yucatán nel Messico sud-orientale.

## Conservazione
L'hocco maggiore non corre un immediato pericolo di estinzione, dal momento che possiede un areale molto vasto (662 000 chilometri quadrati). Tuttavia i suoi effettivi, stimati tra le 10 000 e le 60 000 unità, sono considerati in significativo calo. Le cause principali della diminuzione della specie sono due: innanzitutto il suo habitat è fortemente degradato dalla deforestazione ed è diventato molto frammentato. Inoltre, trattandosi di una specie di grosse dimensioni, è un bersaglio relativamente facile per i cacciatori, che ne apprezzano la carne. La costruzione di strade attraverso la foresta per lo sfruttamento del legname accentua in particolar modo il degrado degli habitat. L'hocco maggiore viene spesso apprezzato come uccello da voliera. Anche gli incendi, come quello che ha colpito l'Oaxaca nel 1998, costituiscono ulteriori minacce. La IUCN classifica la specie come «vulnerabile» (Vulnerable).